# 말레이시아 국립동물원

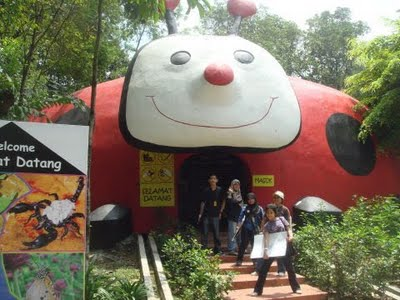
말레이시아 국립동물원

말레이시아 국립동물원(말레이어: Zoo Negara)은 말레이시아 슬랑오르주 Ulu Klang에 있는 동물원이다. 1963년 11월 14일 문을 열었다.